# Fluor-triklórmetán
A fluor-triklórmetán, más néven Freon-11, CFC-11 vagy R-11 klórozott-fluorozott szénhidrogén. Színtelen, csaknem szagtalan folyadék, forráspontja körülbelül a szobahőmérséklettel egyezik meg.

## Felhasználása
A fluor-triklórmetán volt az első széles körben használt hűtőközeg. (A többi hűtőközeghez képest) magas forráspontja miatt kis üzemi nyomású rendszerekben is használható, ami egyszerűbbé teszi az ilyen rendszerek mechanikai tervezését a nagyobb nyomást igénylő hűtőanyagok, mint például az R-12 vagy R-22 alkalmazásához képest. Egyes tapasztalatok ezért arra utalnak, hogy a kis nyomású (tipikusan régi) hűtőrendszerek és hűtőkészülékek tartósabbnak bizonyultak mint napjaink nagynyomású hűtőberendezései. Hűtőtechnikai hasznossága azonban ennek ellenére is kisebb mértékűnek bizonyul mint igen nagy környezetkárosító hatása.
Nagy klórtartalma, valamint a klóratomok ultraibolya fény hatására történő könnyű leszakadása miatt a hűtőközegek közül az R-11 ózonlebontó potenciálja a legnagyobb, ennek értéke definíció szerint 1,0. Előállítását az USA-ban 1995-ben befejezték. Napjainkban az EU-ban nem hozható forgalomba ilyen hűtőközeggel üzemelő készülék és a régi berendezések támogatott cseréje, begyűjtése és ártalmatlanítása jelentős EU-s források felhasználásával zajlik. Így például a lakosság térítésmentesen adhatja le ártalmatlanításra régi, freon (Fluor-triklórmetán) tartalmazó készülékeket a legtöbb műszaki kereskedésben, ahonnan megfelelő ártalmatlanító állomásokra kerülnek. 
A fluor-triklórmetánt a fluor-19 NMR vizsgálatokban referencia anyagként használják.

## Fizikai tulajdonságai
| Tulajdonság                           | Érték                 |
| ------------------------------------- | --------------------- |
| Sűrűség (ρ) 0 °C-on                   | 1,5432 g·cm−3         |
| Sűrűség (ρ) 18,82 °C-on               | 1,4905 g·cm−3         |
| Kritikus hőmérséklet (Tc)             | 198 °C (471 K)        |
| Kritikus nyomás (pc)                  | 4,410 MPa (44,1 bar)  |
| Kritikus sűrűség (ρc)                 | 4,151 mol·l−1         |
| Törésmutató (n) 20 °C-on, D           | 1,3821                |
| Acentrikus tényező (ω)                | 0,18875               |
| Dipólusmomentum                       | 0,450 D               |
| Ózonlebontó potenciál (ODP)           | 1 (definíció szerint) |
| Globális felmelegedés potenciál (GWP) | 4600 (CO2 = 1)        |

## Galéria

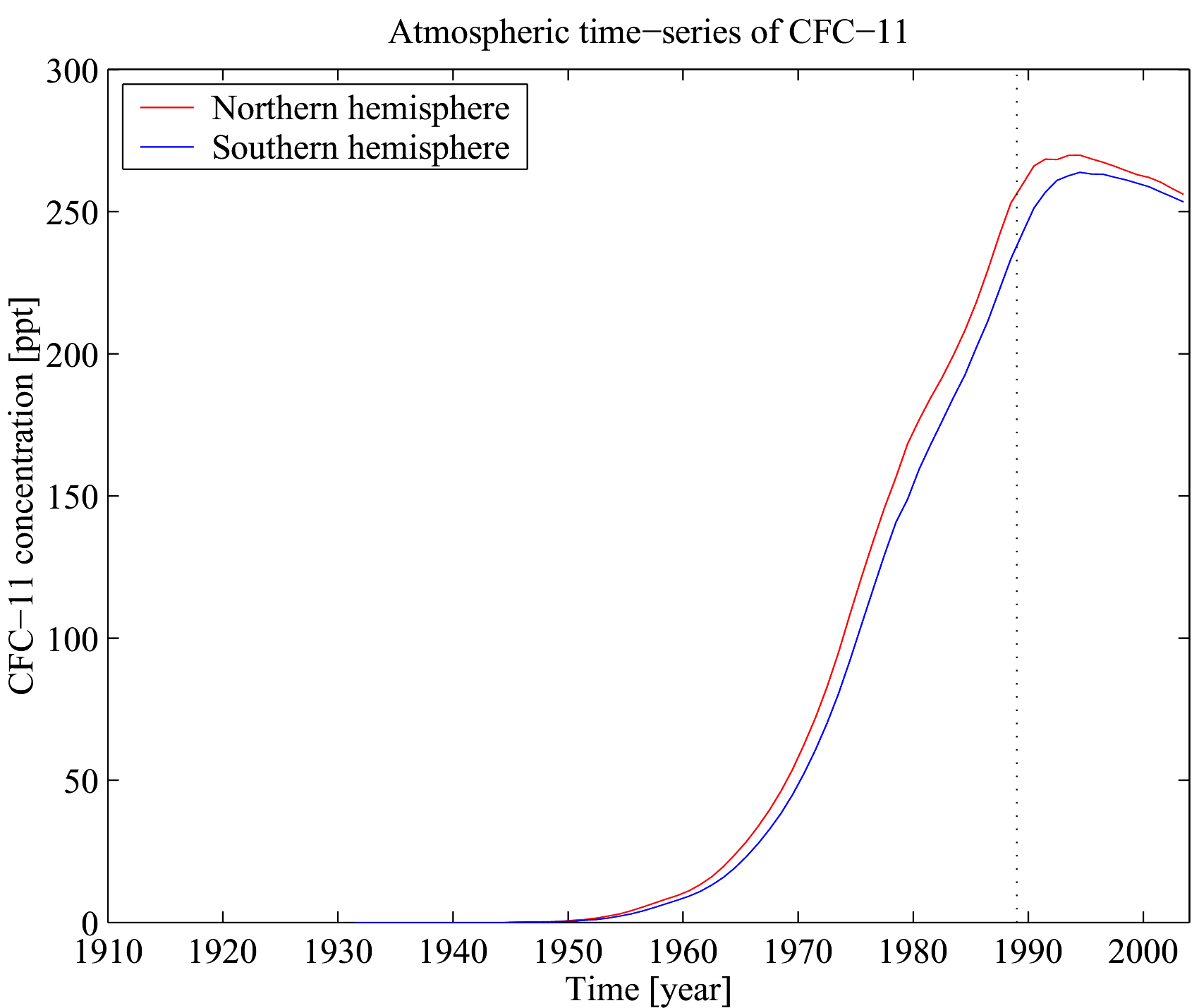
A légkör CFC-11 koncentrációja (Walker et al., 2000)
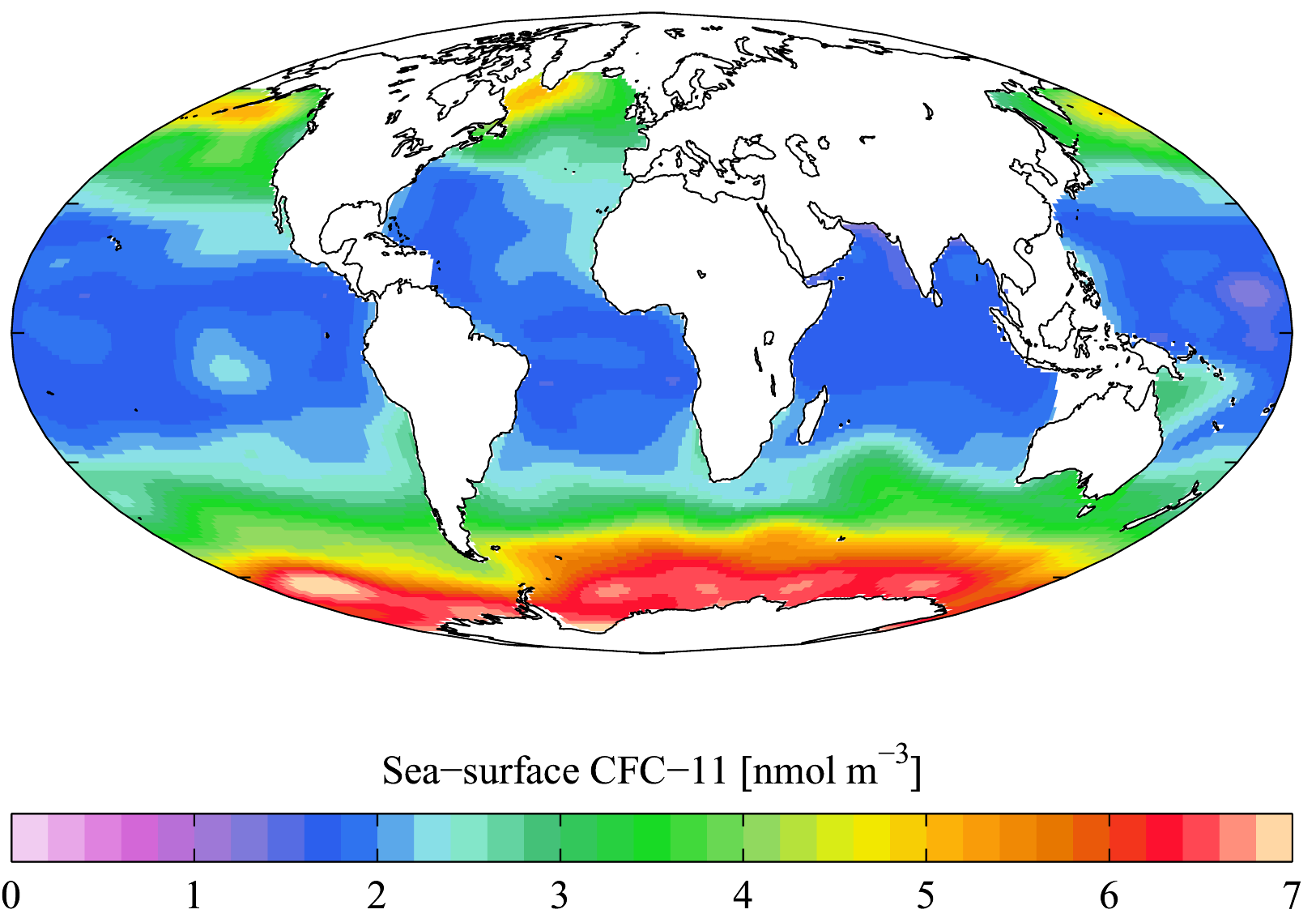
„Napjaink” (1990-es évek) tengerfelszíni CFC-11 koncentrációja
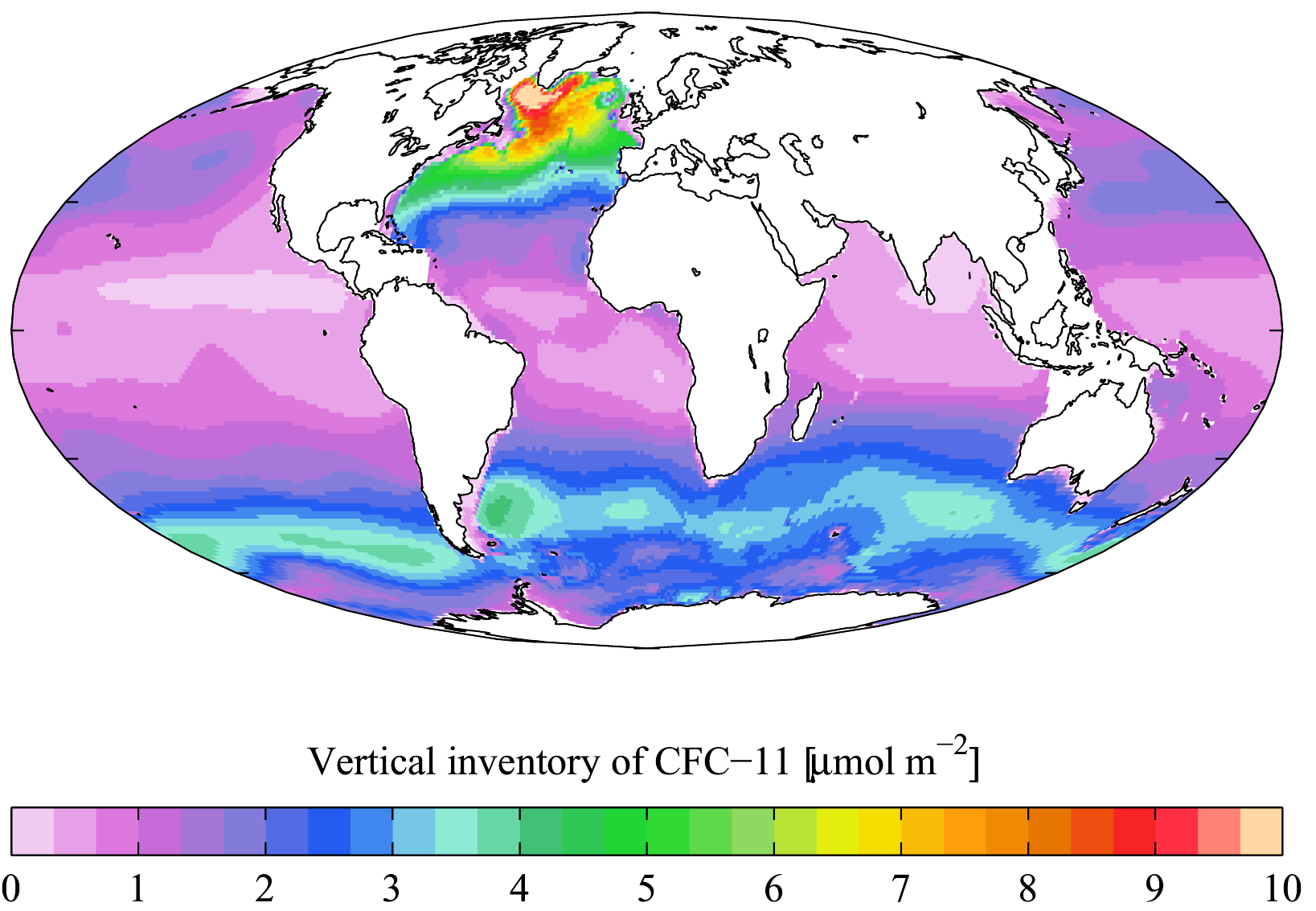
„Napjaink” (1990-es évek) CFC-11 óceáni mennyisége a vízoszlop teljes mélységében nézve

## Fordítás
Ez a szócikk részben vagy egészben a Trichlorofluoromethane című angol Wikipédia-szócikk ezen változatának fordításán alapul.  Az eredeti cikk szerkesztőit annak laptörténete sorolja fel. Ez a jelzés csupán a megfogalmazás eredetét és a szerzői jogokat jelzi, nem szolgál a cikkben szereplő információk forrásmegjelöléseként.

## Külső hivatkozások
- CFC-11 NOAA/ESRL Global measurements
- MSDS at Oxford University
- Public health goal for trichlorofluoromethane in drinking water
- Names at webbook.nist.gov
- Data sheet at speclab.com
- International Chemical Safety Card 0047
- NIOSH Pocket Guide to Chemical Hazards 0290
- Phase change data at webbook.nist.gov
- Termochemistry data at chemnet.ru